# Tremplin d'Aschberg
Le tremplin d'Aschberg est un tremplin de saut à ski situé à Klingenthal en Allemagne.